# Johnny Hoogerland
Johnny Hoogerland (Yerseke, 13 maggio 1983) è un ex ciclista su strada olandese, attivo come Elite/Under-23 dal 2004 al 2016. Corridore adatto alle corse di un giorno e alle brevi corse a tappe, fu campione nazionale olandese in linea nel 2013.

## Carriera
Originario di Yerseke (comune di Reimerswaal), in Zelanda, Hoogerland si mise in luce tra i dilettanti quando nel 2001 vinse il Giro delle Fiandre Under-23 a diciotto anni. Grazie alle sue prestazioni fu ingaggiato nel 2003 dalla Quick Step-Davitamon-Latexco, allora filiale della squadra belga Quick Step. Nei suoi primi anni da professionista confermò di essere adatto alle corse di un giorno arrivando terzo alla Paris-Tours Espoirs nel 2003 e secondo alla Paris-Roubaix Espoirs nel 2005; in quello stesso anno concluse terzo anche il campionato nazionale in linea.
Negli anni seguenti corse per altre piccole squadre fornendo prestazioni altalenanti in corse minori. Nel 2009 venne notato dalla Vacansoleil, che decise di metterlo sotto contratto. Con la nuova squadra ottenne un quarto posto nell'Étoile de Bessèges e vinse una tappa e la classifica generale della Tre Giorni delle Fiandre Occidentali, per poi piazzarsi dodicesimo nel Giro delle Fiandre. Alla Vuelta a España si rese protagonista di alcune azioni da lontano e terminò la gara al dodicesimo posto della classifica generale. Venne convocato anche in nazionale per i campionati del mondo a Mendrisio, concludendo quattordicesimo nella prova in linea, miglior piazzato della nazionale olandese. Concluse la stagione con un quinto posto nel Giro di Lombardia.
Nel 2010 Hoogerland centrò un quarto posto nel Giro del Mediterraneo e in primavera si classificò undicesimo al Giro delle Fiandre. Si impose in due classifiche al Giro di Polonia, quella dei GPM e quella degli sprint, ed arrivò quinto al Tour of Britain. Nella stagione successiva terminò quarto alla Freccia del Brabante e dodicesimo all'Amstel Gold Race, venendo poi schierato dalla Vacansoleil al Giro d'Italia.
Dopo il Giro d'Italia, corsa in cui è protagonista di diverse fughe, partecipa anche al Tour de France. In quest'ultima riesce ad aggiudicarsi, grazie a una fuga da lontano, la maglia a Pois nella sesta tappa, indossandola per due giorni, per poi perderla nella ottava frazione. La riconquista nella nona frazione nella quale è protagonista di una spettacolare caduta: Juan Antonio Flecha, suo compagno di fuga, viene colpito da una macchina della France Télévisions e nella caduta travolge Hoogerland che viene sbalzato al fuori dalla sede stradale dove colpisce una recinzione con del filo spinato che gli provoca ferite ad entrambe le gambe ed un vistoso sanguinamento, nonostante l'intervento dei medici della corsa. Arriva al traguardo con un ritardo di 16 minuti dal vincitore, Luis León Sánchez, che era un loro compagno di fuga. Ripartito dopo il giorno di riposo con 33 punti di sutura nelle gambe, nella dodicesima frazione perde nuovamente la maglia, che viene conquistata da Samuel Sánchez. Nonostante le ferite riportate conclude la corsa.

## Palmarès
- 2001 (Juniores)

Giro delle Fiandre Juniores
- 2004

2ª tappa Ruban Granitier Breton
- 2007

2ª tappa Okolo Slovenska (Banská Bystrica > Liptovský Mikuláš)
- 2008

Ronde van Midden-Brabant
Classifica generale Ronde van Limburg
3ª tappa Clásico Ciclistico Banfoandes (Cabimas > Valera)
- 2009

1ª tappa Tre Giorni delle Fiandre Occidentali (Courtrai > Bellegem)
Classifica generale Tre Giorni delle Fiandre Occidentali
- 2013

Campionati olandesi, Prova in linea

### Altri successi
- 2003

Kermesse di Aalter
- 2004

Criterium di Philippine
- 2006

Grand Prix Desselgem - Prix Alberic Schotte
- 2007

Criterium di Burgh-Haamstede
- 2008

Classifica scalatori Tour of Britain
Draai van de Kaai
Kermesse di Wanzelle
Lus van Roden
Criterium di Hoogerheide
Criterium di Kwadendamme
Criterium di Philippine
Criterium di Kortgene
Criterium di Burgh-Haamstede
- 2010

Classifica scalatori Tour of Britain
Classifica scalatori Giro di Polonia
Classifica sprint Giro di Polonia
Grand Prix Paul Borremans
- 2011

Acht van Chaam
Mijl van Mares
Jan Thiel Criterium
- 2013

Classifica scalatori Giro del Belgio
Amstel Curaçao Race
- 2021

Ötztaler Radmarathon

## Piazzamenti

### Grandi Giri
- Giro d'Italia

2011: 58º
2014: 105º
- Tour de France

2011: 74º
2012: 57º
2013: 101º
- Vuelta a España

2009: 12º
2013: ritirato (19ª tappa)

### Classiche monumento
- Milano-Sanremo

2012: 20º
- Giro delle Fiandre

2009: 12º
2010: 11º
2014: ritirato
2015: 70º
- Parigi-Roubaix

2010: 25º
- Liegi-Bastogne-Liegi

2009: 51º
2011: 24º
2012: 22º
2015: 89º
2016: 148º
- Giro di Lombardia

2009: 5º
2012: 47º

### Competizioni mondiali
- Campionati del mondo

Mendrisio 2009 - In linea Elite: 14º
Copenaghen 2011 - In linea Elite: 35º
Toscana 2013 - In linea Elite: ritirato